# عملة نصف قرش أردني
تُعد عملة نصف قرش أردني أو خمسة فلس أحد الفئات النقدية للدينار الأردني، وتُعد أصغر فئة في النظام النقدي المحلي، كان أول إصدار لهذه الفئة في عام 1996 وتعادل 5 فلسات.

## الإصدارات المعدنية
| \| \|                                                                      | \| \|                                                                      | \| \|                                                | \| \|                                                | \| \| |
| -------------------------------------------------------------------------- | -------------------------------------------------------------------------- | ---------------------------------------------------- | ---------------------------------------------------- | ----- |
| ½ قرش أردني معدني (1996)                                                   |                                                                            |                                                      |                                                      |       |
| الوجه : THE HASHEMITE KINGDOM OF JORDAN 1996 مـ 1416 هـ نصف قرش HALF QIRSH | الوجه : THE HASHEMITE KINGDOM OF JORDAN 1996 مـ 1416 هـ نصف قرش HALF QIRSH | العكس : الحسين بن طلال ملك المملكة الاردنية الهاشمية | العكس : الحسين بن طلال ملك المملكة الاردنية الهاشمية |       |
| الكتلة 4 غ                                                                 | المعدن نحاس مطلي فولاذ                                                     | القطر 21 مم                                          | السُمك 1.73 مم                                        |       |
| المصمم(ون)                                                                 | المصمم(ون)                                                                 | الحواف ملساء                                         | الحواف ملساء                                         |       |
| الطرازات 1996                                                              | الطرازات 1996                                                              | القيمة الاسمية 0.005 دينار أردني                     | القيمة الاسمية 0.005 دينار أردني                     |       |
|                                                                            |                                                                            |                                                      |                                                      |       |

## طالع أيضًا
- قائمة النقود المعدنية الأردنية
- قائمة النقود المعدنية الأردنية (قرش)

## روابط خارجية
- اصدارت اوراق النقد - البنك المركزي الأردني